# Timmendorfer Strand
Timmendorfer Strand est une commune allemande située dans l'arrondissement du Holstein-de-l'Est (Kreis Ostholstein), dans le Land de Schleswig-Holstein, en Allemagne.

## Géographie
La commune se trouve dans la baie de Lübeck, sur la mer Baltique. Elle se situe à 15 km au nord-est de Lübeck. La plage de Timmendorfer Strand est longue de 6,5 km, et est considérée comme une des plus belles plages d'Allemagne.